# Рикард Гренборг
Рикард Гренборг (швед. Rikard Grönborg — Худинге, 8. јун 1968) шведски је хокејашки тренер и некадашњи хокејаш на леду. Током играчке каријере играо је на позицији одбрамбеног играча.
Као селектор сениорске репрезентације Шведске освојио је титулу светског првака на светском првенству 2017. године. Пре тога обављао је функцију помоћног тренера у сениорској и главног тренера у јуниорској репрезентацији.